# Hikōtei jidai
Autre
Hikōtei jidai (japonais : 飛行艇時代, L'Ère des hydravions) est un manga de Hayao Miyazaki de quinze pages peint à l'aquarelle, sur lequel le long-métrage Porco Rosso est fondé. Il fait partie de la série d'historiettes et de croquis que l'auteur a regroupé dans Miyazaki Hayao no Zassō nōto (« Notes des rêves de Hayao Miyazaki »). Il en existe une version traduite en anglais, connue sous le nom de The Age of the Flying Boat parue en 1993 dans Animerica Magazine. Comme les autres mangas de cette série, Hikōtei jidai montre l'intérêt que porte Miyazaki pour les vieux avions et autres machines de guerre.

## Résumé
En 1920 sur la mer Adriatique, les pirates de l'air, équipés d'hydravions, ont envahi la mer, ils attaquent les navires, pillent les richesses et enlèvent même des femmes. Un chasseur de primes, Marco Pagotto plus connu sous le nom de Porco Rosso est souvent appelé pour faire face à ce problème, il pilote un mystérieux avion rouge, il est très charmant et les femmes l'adorent, cependant un problème demeure : c'est un cochon.
L'histoire est divisée en trois parties :
Partie 1
Porco sauve une fille des griffes d'un gang de pirates.
Partie 2
Porco est abattu par un américain, Donald Chuck, s'en sort de peu et part ensuite vers Milan pour faire réparer son avion par son ami Piccolo, c'est sa fille de 17 ans, Fio qui redessinera les plans et améliorera les performances de son avion.
Partie 3
Porco se bat à nouveau avec Chuck pour Fio et préserver la fierté de l'Italie.

## Les différences avecPorco Rosso
En comparaison avec la version animée, le manga est bien plus léger. Hormis le fait qu'il soit un pilote italien à la retraite, le passé de Porco ainsi que son histoire avec Gina n'y sont pas abordés, cependant la montée du fascisme et les sentiments à son encontre sont perceptibles. La trame scénaristique ainsi que les caractéristiques des personnages demeurent cependant les mêmes.